# Syagrus botryophora
Syagrus botryophora, também conhecido como pati ou patioba, é uma espécie de planta do gênero Syagrus e da família Arecaceae. 
Espécie facilmente reconhecida entre as demais do gênero, sendo a única de estipe solitário/elevado que apresenta folhas com pinas regularmente distribuídas e inseridas em um único plano sobre a raque fortemente recurvada. A bráctea peduncular da inflorescência é muito espessa, entre 8-15 milímetros (comparada apenas com Syagrus pseudococos). 

## Etimologia
O nome popular pati tem origem no tupi paty.

## Taxonomia
A espécie foi descrita em 1844 por Carl Friedrich Philipp von Martius. 
Os seguintes sinônimos já foram catalogados:  
- Arecastrum romanzoffianum botryophora  (Mart.) Becc.
- Cocos botryophora  Mart.
- Arecastrum romanzoffianum botryophorum  (Mart.) Becc.
- Calappa botryophora  (Mart.) Kuntze

## Forma de vida
É uma espécie terrícola e de palmeira. 

## Descrição
Árvore de porte elevado, com 6-20 metros de altura e estipe solitário, 5-18 x 0,15-0,25 m, com superfície lisa, apenas levemente anelado. Ela tem folhas dispostas em espiral ao redor do estipe, 10-20 contemporâneas, fortemente recurvadas; bainha, 40-60 centímetros de comprimento, margens fibrosas; pecíolo, 35-50 centímetros de comprimento; raque, 180-300 centímetros de comprimento, fortemente recurvada; pinas rígidas, 100-150 pinas de cada lado, verdes, brilhantes, ápice assimétrico, distribuídas uniformemente ao longo da raque e dispostas em um único plano, eretas, formando um "v" com as pinas divergentes do lado oposto da raque, as da parte mediana da raque com 40-75 x 2,2-4,0 cm. Inflorescência andrógina, interfoliar; profilo 30-40 x 6 cm; bráctea peduncular profundamente sulcada, com espessura superior a 8 mm, glabra, 50-85 centímetros de comprimento total, parte expandida 40-70 x 10-38 cm;  pedúnculo coberto por um indumento esparso, de cor acastanhada logo após a antese, 15-30 x 3 cm; raque 6-25 centímetros de comprimento, ramificada ao nível de primeira ordem; ráquilas 25-60, as da parte mediana da raque 10-47 centímetros de comprimento Flores, estaminadas 10-13 milímetros de comprimento, pistiladas 5-7 x 5-7 mm. Possui frutos ovoides, de 3,5 a 5 x 2,5 a 3 cm; epicarpo amarelo ou alaranjado, glabro. Endocarpo ovoide, ósseo, superfície exterior quase lisa, 3-4,5 x 2,1-2,5 cm. Tem o endosperma regular, homogêneo.  
| Caule                  | Caule |
| ---------------------- | --- |
| superfície             | lisa |
| tipo                   | solitário/aéreo |
| Folha                  | |
| pinada                 | verde |
| bainha                 | decídua/com disposição helicoidal no estipe/com margem fibrosa                                                                      |
| pecíolo                | com margem inerme |
| raque foliar           | levemente arqueada |
| pinas                  | coriácea/inserida em 1 ângulo na raque/com disposição uniforme/ereta e rígida/com ápice acuminado assimétrico/verde escura/concolor |
| Inflorescência         | |
| forma                  | paniculada/pendente |
| infrutescência exposta | interfoliar |
| espádice               | sulcada/glabra |
| raque                  | glabra |
| ráquila                | disposição helicoidal na raque |
| Fruto                  | |
| formato                | ovoide |
| epicarpo               | laranja/amarelado/glabro |
| mesocarpo              | fibroso suculento |
| endocarpo              | lenhoso/oval |
| endosperma             | homogêneo |

## Conservação
A espécie faz parte da Lista Vermelha das espécies ameaçadas do estado do Espírito Santo, no sudeste do Brasil. A lista foi publicada em 13 de junho de 2005 por intermédio do decreto estadual nº 1.499-R. 

## Distribuição
A espécie é encontrada nos estados brasileiros de Bahia, Espírito Santo, Minas Gerais e Sergipe. 
A espécie é encontrada no domínio fitogeográfico de Mata Atlântica, em regiões com vegetação de mata ciliar e floresta ombrófila pluvial.